# George Georgescu
George Georgescu (Sulina, Romania, 12 de setembre de 1887 - Bucarest, 1 de setembre de 1964) va ser un director de la música romanesa.
Fou la força motriu de l'Orquestra Filharmònica de Bucarest durant dècades començant poc després de la Primera Guerra Mundial, protegit d'Arthur Nikisch i molt vinculada a George Enescu, va rebre honors dels governs romanesos francesos i comunistes i va viure per fer enregistraments en l'era estèreo.
Realitzà els seus estudis musicals en el Conservatori de Bucarest i, més tard, en l'Hochschule für Msik, de Berlín. Formà part del Quartet Marteau i debutà el 1918 com a director d'orquestra amb la Filharmònica de Berlín. El 1920 retornà al seu país, on desenvolupà una intensa activitat. Durant poc temps dirigí, l'Òpera de Romania. Fou un intèrpret de gran vigor i dots considerables.